# Henry Crist
Henry Crist (* 20. Oktober 1764 in Fredericksburg, Colony of Virginia; † 11. August 1844 bei Shepherdsville, Kentucky) war ein US-amerikanischer Politiker. Zwischen 1809 und 1811 vertrat er den Bundesstaat Kentucky im US-Repräsentantenhaus.

## Werdegang
Henry Crist besuchte die öffentlichen Schulen in Pennsylvania, wohin er mit seinem Vater gezogen war. Danach zog er nach Kentucky und wurde dort in der Landvermessung tätig. Im Jahr 1788 kam er in das Bullitt County, wo er im Salzgeschäft arbeitete. Crist wurde Mitglied der von Thomas Jefferson gegründeten Demokratisch-Republikanischen Partei. In den Jahren 1795 und 1806 saß er als Abgeordneter im Repräsentantenhaus von Kentucky; zwischen 1800 und 1804 gehörte er dem Staatssenat an.
Bei den Kongresswahlen des Jahres 1808 wurde Crist im dritten Wahlbezirk von Kentucky in das US-Repräsentantenhaus in Washington, D.C. gewählt, wo er am 4. März 1809 die Nachfolge von John Rowan antrat. Bis zum 3. März 1811 konnte er nur eine Legislaturperiode im Kongress absolvieren. Über Crists weiteren Lebenslauf ist wenig bekannt. Nach der Gründung der Whigs in den 1830er Jahren schloss er sich dieser Partei an, ohne aber ein bedeutendes politisches Amt auszuüben. Henry Crist starb am 11. August 1844 nahe Shepherdsville und wurde in Frankfort beigesetzt.